# Systeemtherapie
Systeemtherapie is een koepelterm voor relatie- en gezinstherapie. Binnen het veld van de verschillende systeemtheorieën zijn diverse methodieken en strategieën ontwikkeld die gebruikt worden in de begeleiding en behandeling van gezinnen met allerlei psychosociale moeilijkheden.
Het kan gaan om individuele problemen waarbij de wisselwerking met de andere gezinsleden van belang is of om problemen in de onderlinge relaties. Relatietherapie wordt tegenwoordig als een toepassing van systeemtherapie gezien. In veel vormen van systeemtherapie worden naast kennis uit de verschillende scholen van psychotherapie ook inzichten uit de systeemtheorie gebruikt.

## Geschiedenis
De systeemtherapie is ontstaan in het begin van de jaren vijftig van de twintigste eeuw in Amerika, als een antwoord op het tekort van interventies die zich richtten op het individu en de invloed van andere gezinsleden erkenden.
De psychoanalyse bleek al vlug ontoereikend om het gedrag binnen een gezin te beschrijven. Systeemtherapeutische denkers verrijkten hun concepten met ideeën uit diverse wetenschappen, bijvoorbeeld de cybernetica, de opbloeiende wetenschap over zelfregulerende systemen. Het project van antropoloog Gregory Bateson rond psychiatrie en schizofrenie en de samenwerking tussen Bateson en therapeuten als Jay Haley, Weakland en Jackson betekende een stap vooruit in de ontwikkeling van de systeemtherapie. Nadien formuleerde Paul Watzlawick het systeemdenken in een aantal bijna wiskundig geformuleerde stellingen.

## Uitgangspunt en toepassing
In de systeemtherapie wordt het gezin (of welke groep personen dan ook die in therapie gaan) gezien als een systeem, waarvan een persoon lid is door biologische, wettelijke, affectieve, geografische en historische banden. Volgens de stichters van de systeemtherapie zijn menselijke problemen in de kern problemen die ontstaan tussen personen die lid zijn van dit systeem. De onderliggende idee is immers dat als in een systeem (gezin, partnerrelatie, ...) een van de leden een probleem heeft, ook het hele systeem ontwricht wordt. Omgekeerd kan men een individu helpen door het systeem waarin hij of zij leeft te versterken.
Belangrijke toepassingen van systeemtherapie zijn de gezinstherapie en relatietherapie. Beide termen worden ook wel door elkaar gebruikt, hoewel het woord gezinstherapie eerder de voorkeur krijgt als zowel ouders als kinderen bij de therapie betrokken zijn en relatietherapie als het gaat om partnerrelaties. Beide kunnen in elkaar overlopen als de therapeut tot de conclusie komt dat een andere focus gewenst is dan aanvankelijk werd gekozen.

## Scholen
Historisch bezien is een aantal vormen van systeemtherapie, ook wel scholen genoemd, te onderscheiden: 
- Structurele systeemtherapie. In de structurele systeemtherapie is, zoals de naam al suggereert, de structuur van het systeem het voornaamste object van onderzoek en therapie. Salvador Minuchin ontwikkelde deze vorm van gezinstherapie.
- Strategische systeemtherapie. In de strategische systeemtherapie is men met name geïnteresseerd in de effecten binnen een systeem van diverse gedragingen. Een veelgenoemde naam in dit verband is Jay Haley.
- Cybernetische systeemtherapie. De cybernetische school ontstond vanuit de inzichten van Mara Selvini Palazzolli. De begrippen circulariteit en neutraliteit vormen de kern ervan.
- Contextuele systeemtherapie. De voornaamste bezieler van de contextuele school is Iván Böszörményi-Nagy (uitgesproken als 'Nadj'). Nagy beschouwt de relatie van de mens met anderen als een relatie door verschillende generaties heen, die lasten en mogelijkheden aan elkaar doorgeven. Hij spreekt daarbij vaak over de balans tussen geven en nemen (ontvangen). Contextuele therapie is zich bewust worden van de (verstoorde) balans van geven en ontvangen en proberen een zeker evenwicht te herstellen. Ook de termen 'destructief recht en constructief recht' zijn in de contextuele therapie belangrijk. Ouders hebben volgens Nagy de neiging om het onrecht dat hen is 'aangedaan' tijdens hun eigen jeugd op hun kinderen te verhalen. Men poogt door therapie dit destructieve 'recht' om te buigen naar het mogen verdienen van recht (constructief recht). Een belangrijk onderdeel bij het ombuigen van destructief naar constructief recht is het begrijpen en onderkennen van de loyaliteit die kinderen, ongeacht hun leeftijd en ondanks wat ze van hen (hebben) moeten verduren, toch altijd blijven voelen voor hun ouders.